# Museo Regional del Sureste de Petén
El Museo Regional del Sureste de Petén o el Museo Regional del Sureste de Petén Doctor Juan Pedro Laporte Molina es un museo arqueológico en la ciudad de Dolores en el departamento de Petén de Guatemala. La colección posee una gran variedad de artefactos pertenecientes a la antigua civilización Maya.
El museo está localizado a 82 kilómetros de Flores, la capital departamental, entre los montes Maya en una área rica en sitios arqueológicos. Está abierto al público diariamente de 8:00 a 17:00.
El museo es operado por el Atlas Arqueológico de Guatemala, dependiente de la Dirección General del Patrimonio Cultural y Natural, bajo el Ministerio de Cultura y Deportes.

## Historia

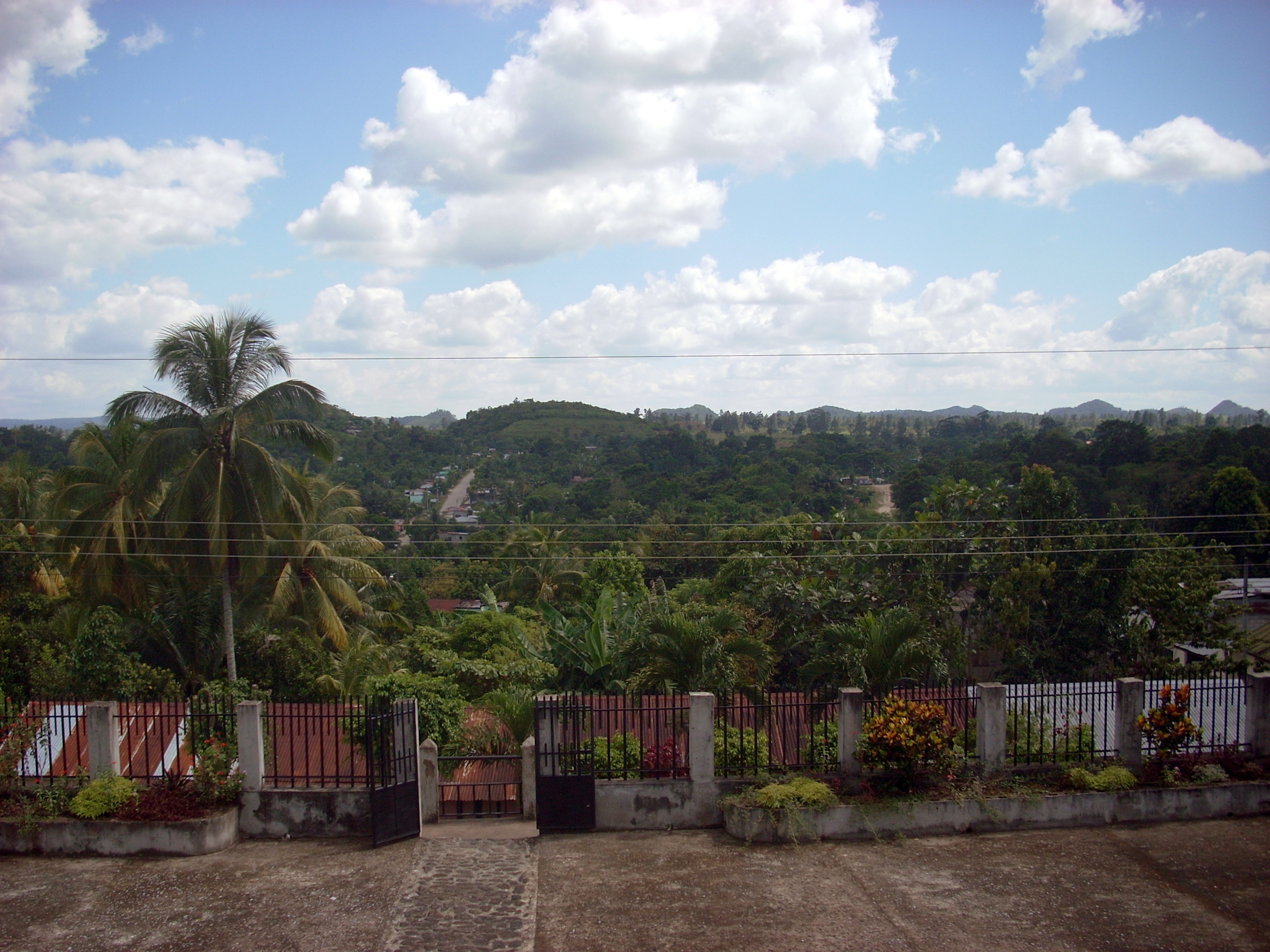
Vista a través del patio de museo sobre la ciudad de Dolores

### Inicio
La construcción del museo fue propuesta por la Dirección General de Caminos en 1998 cuando parte de sus planes para construir una carretera de San Luis a Flores para compensar cualquier daño al patrimonio cultural causado por las obras de este proyecto. El terreno donde se construyó el museo fue donado en 1998 y originalmente había sido utilizado por el consejo municipal. La construcción luego empezó en diciembre de 1999, finalizándose en noviembre del 2000. En el 2001, la Dirección General de Caminos oficialmente entregó el edificio al Ministerio de Cultura y Deportes para montar el museo.

### Financiación española
En el 2000, el Atlas Arqueológico de Guatemala le pidió financiación a la Agencia Española de Cooperación Internacional, agencia del Gobierno de España, para restaurar artefactos excavados para exhibirlos en el museo. La agencia española respondió positivamente y el Atlas Arqueológica era capaz de contratar arqueólogos del parque nacional de Tikal para llevar a cabo este trabajo de restauración. El proceso de restauración duró dos años.

### Apertura
El museo fue abierto al público oficialmente el 17 de marzo de 2005 y es administrado por personal del Atlas Arqueológico de Guatemala.

## Instalaciones
El edificio consta de las salas de exposición, oficinas administrativas, un almacén, un cuarto de vigilante, servicios sanitarios y una sala comunitaria.

## Colección
El museo está dedicado a la exhibición de objetos excavados por el Atlas Arqueológico de Guatemala en la región de Petén. Posee una colección de aproximadamente 125 piezas cerámicas y ocho esculturas de piedra. La exhibición de artefactos está dividida por periodo, variando desde el preclásico tardío hasta el posclásico, abarcando el tiempo desde 900 a. C. hasta 1524 d. C.. 
La colección incluye objetos excavados en el municipio de Dolores y también de los municipios de La Libertad, Melchor de Mencos, Poptún, San Luis, Santa Ana y San Francisco. Veintidós sitios arqueológicos están representados en el museo, incluyen Calzada Mopán, Copojá, Curucuitz, El Chal, El Ocote, El Reinado, Itzimte, Ix Ak, Ixcoxol, Ix Ek, Ixkún, Ixtontón, Ixtutz, La Gloria-Sacul, Limones, Machaquilá, Maringa, Pueblito, Sacul, Suk Che, Ucanal y Yaltutú. También hay piezas recuperadas de las cuevas de Aktún Akab, Balam Na y El Chapayal.

### Cuenco de Suk Che

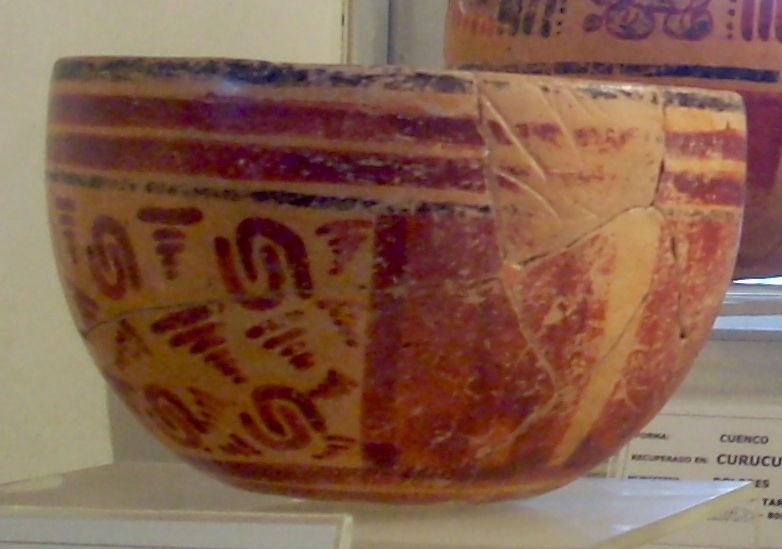
Cuenco de Suk Che

Este artefacto (número de catálogo PSPA-507) es un cuenco cerámico planco de la variedad Saxche del tipo policromo Saxche-Naranja, perteneciendo al grupo cerámico Palmar-Danta. Fue excavado del Grupo 9 en Suk Che y es asociado con un entierro. El cuenco ha sido datado al período clásico tardío.

### Jarrón de Curucuitz

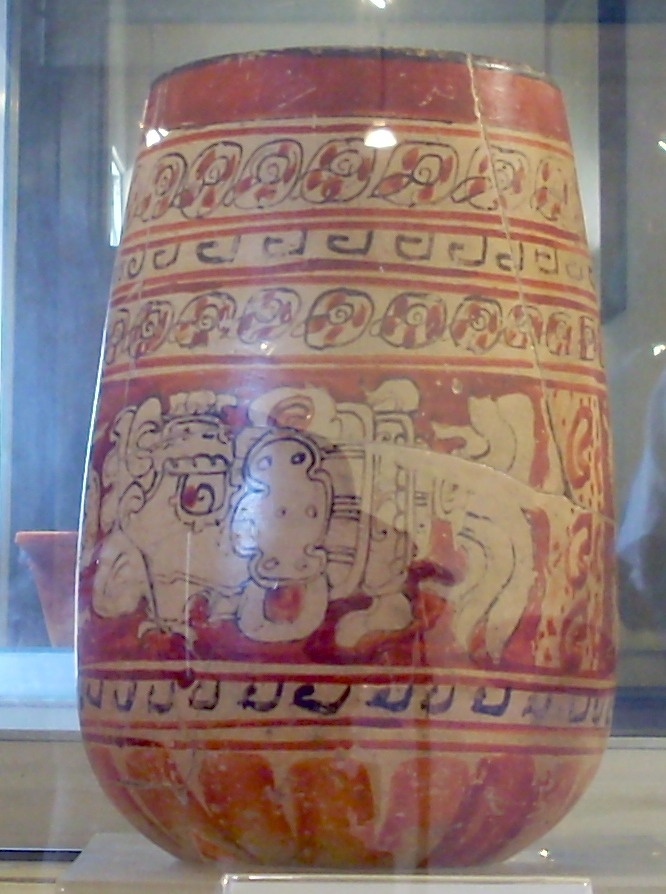
Jarrón de Curucuitz

Este elemento (número de catálogo PSPA-625) es un jarrón cerámico excavado de las ruinas de Curucuitz. Se encontró enterrado en la estructura del norte del Grupo 24, donde está asociado con un entierro. El jarrón ha sido datado al período clásico tardío y es de la variedad Paixbán del grupo cerámico policromo Paixbán Ante, perteneciendo al grupo cerámico Zacatal-Joyac.

### Jarrón de Sacul

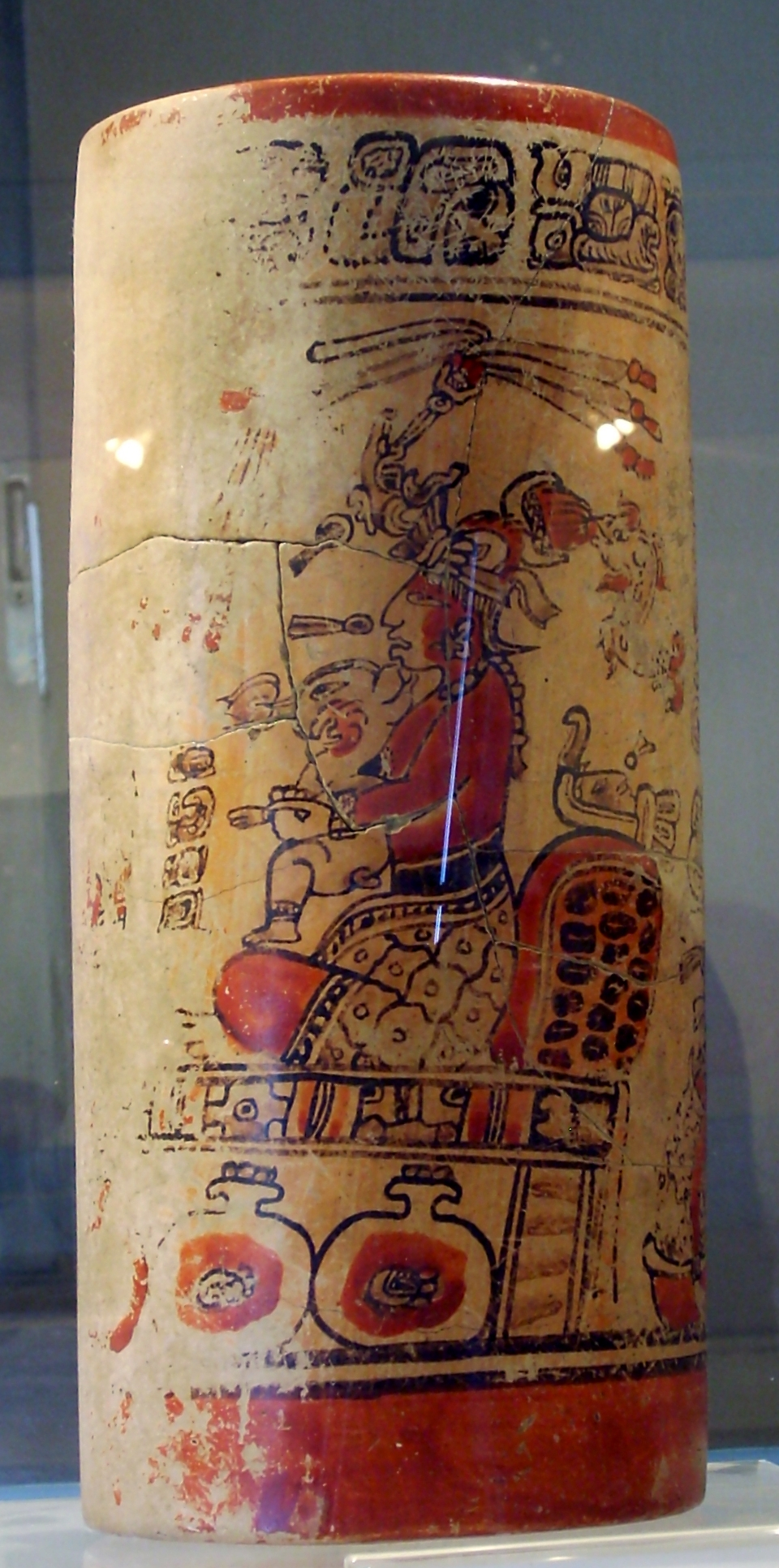
Jarrón de Sacul

Este jarrón cerámico (número de catálogo PSPA-708) fue excavado de las ruinas de Sacul. La pieza es de la variedad de Palmar del tipo policromo Palmar-Naranja, perteneciendo al grupo cerámico Palmar-Danta. Ha sido datado al periodo clásico tardío. Era una ofrenda funeraria que se encontró dentro de la tumba 193 en Sacul. Fue enterrada en frente de la estructura número 1 del grupo 26 de aquella ciudad.
El jarrón se usaba para beber chocolate y describe una escena mitológica que al parecer presenta a la diosa luna, pero con más probabilidad al dios tonsurado del maíz, quién, en su función de deidad lunar, lleva un conejo en sus brazos. El dios está sentado en un trono, el cual está decorado con una banda celestial. Debajo de ella se encuentran tres tarros de pulque. 
Sólo la mitad de la escena original ha sobrevivido, y el texto al lado del dios es ilegible. Solo quedan unos rastros de una segunda persona sentada al mismo trono, a la izquierda del dios del maíz. Dos filas de seres sobrenaturales están sentadas en el suelo ante el trono, indicando que están visitando las figuras principales. Tres de estos visitantes pueden ser identificados, incluyendo dos versiones del dios N, representado como individuos separados, y otra figura que es un hombre-híbrido de pájaro. 
Estas figuras son también acompañadas por jeroglíficos, a pesar de que son también ilegibles. El jarrón incluye un texto jeroglífico dedicatorio alrededor del brocal que lo identifica como el vaso de un señor de la ciudad de El Naranjo.

## Galería

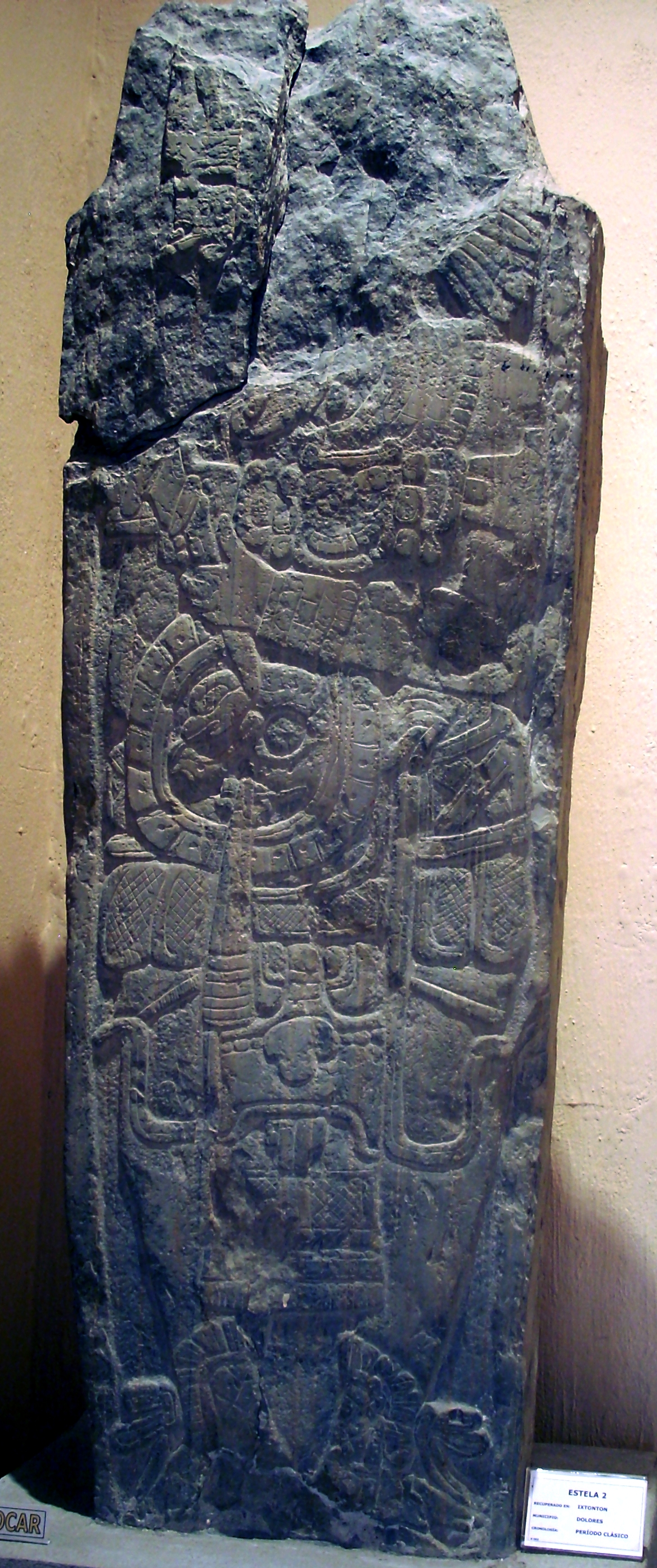
Estela maya número 2 de Ixtontón.
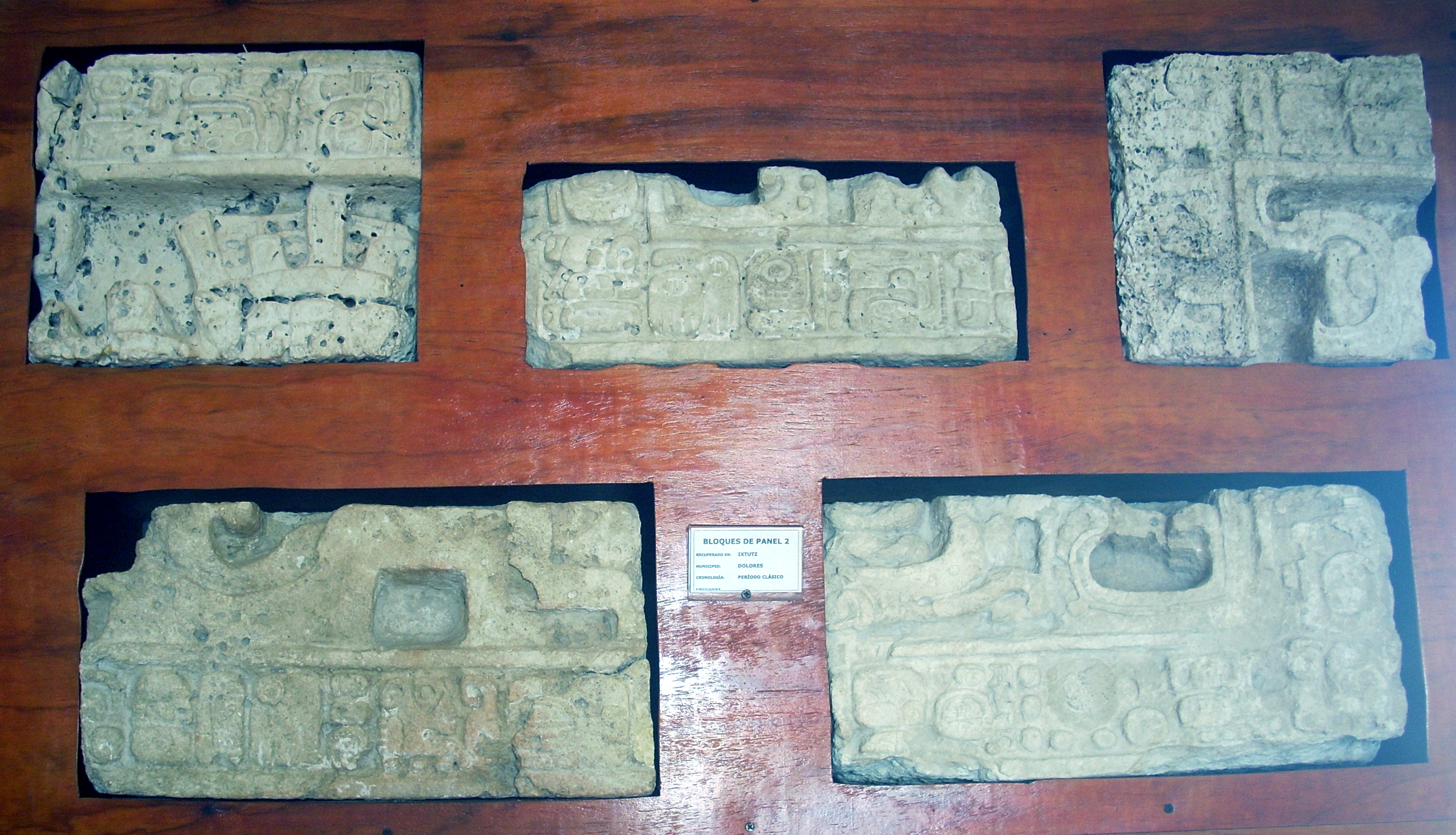
Fragmentos del panel número 2 de Ixtutz.
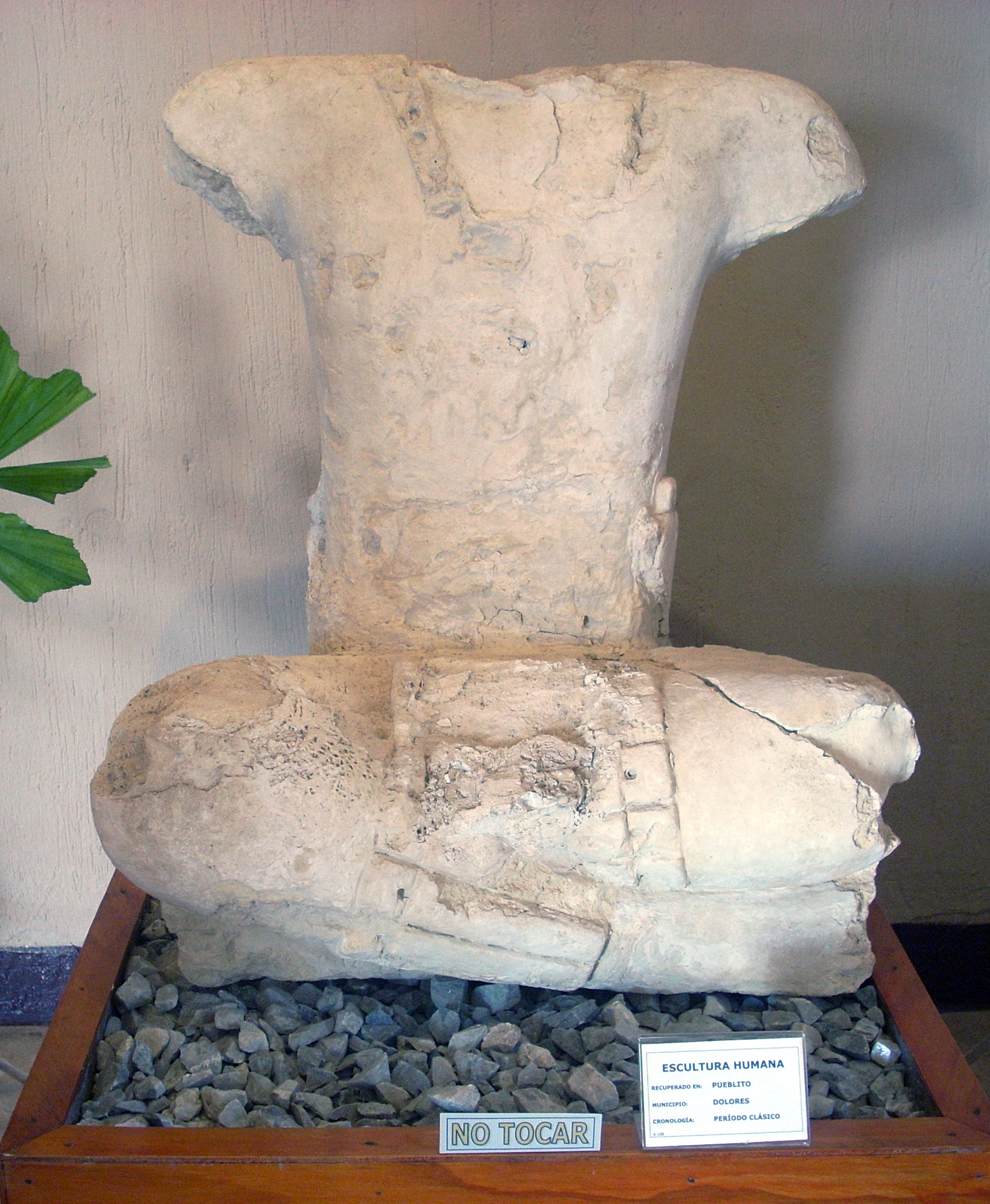
Escultura de Pueblito.
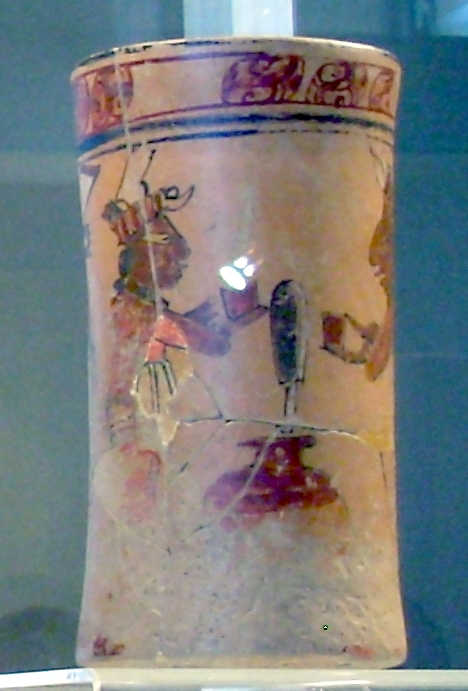
Jarrón de Ixtutz del período maya clásico tardío.